# 阿拉姆·加斯帕里·薩爾基相
阿拉姆·加斯帕里·薩爾基相（羅馬化：Aram Gaspari Sargsyan，1949年8月14日—）是亞美尼亞政治人物，現任亞美尼亞民主黨黨魁，曾任亞美尼亞共產黨中央委員會書記和亞美尼亞共產黨第一書記。

## 外部連結
- Biography (in Russian) （页面存档备份，存于）